# Casa dels Barquets
La Casa dels Barquets, o Casa Domènec Girbau, és un edifici de l'arquitecte Josep Goday i Casals en el municipi de Sant Feliu de Guíxols (Baix Empordà) protegit com a bé cultural d'interès local.

## Descripció
Edifici aïllat, situat a la part més alta d'una gran finca que ocupa l'espai entre la platja de Sant Pol i la carretera de Sant Feliu a Palamós. És una casa de planta rectangular, que consta de planta, pis principal i golfes, i té la teulada a dues vessants. Va ser construïda salvant el desnivell del terreny, i s'hi accedeix des de la carretera a Palamós. Es troba envoltada d'un gran jardí i té un mirador en direcció al mar.
L'obra presenta com a elements remarcables els esgrafiats de decoració de la façana, amb un fris de barques que va donar el nom popular de la casa.

## Història
La casa Domènech-Girbau va ser realitzada per l'arquitecte Josep Goday l'any 1910, juntament amb la casa Girbau, situada a la finca del costat i de característiques similars. Ambdues obres són de la primera etapa d'activitat professional de Goday; així, corresponen al moment de transició del modernisme al noucentisme, i expressen la influència en l'arquitecte de l'obra de l'anomenada etapa "blanca" del seu mestre Josep Puig i Cadafalch.